# Fairly Legal
Fairly Legal (pt: As Leis de Kate) é uma série de televisão norte-americana de 2011, originalmente transmitida pela USA Network, com Sarah Shahi no principal papel. A série estreou nos Estados Unidos a 20 de Janeiro de 2011.
Em Portugal estreou no canal Fox Life sob o nome As Leis de Kate.

## Sinopse
Kate Reed (Sarah Shahi) é uma procuradora de topo que cresceu neste meio, mas decide tornar-se uma mediadora. Com a morte do seu pai, gere com a sua madrasta a firma de advogados Reed & Reed.

## Elenco e personagens
- Sarah Shahi - Kate Reed: uma mediadora, ex-advogada, de uma família de advogados.
- Michael Trucco - Justin Patrick: advogado e ex-marido de Kate.
- Virginia Williams - Lauren Reed: madrasta de Kate, que gere a firma de advogados do pai de Kate , Reed & Reed, do pai de Kate depois da sua morte.
- Baron Vaughn - Leonardo "Leo" Prince: assistente de Kate.
- Ryan Johnson - Ben Grogan (temp. 2–): colega de Kate na Reed & Reed.